# Адміністративний устрій Тисменицького району
Адміністративний устрій Тисменицького району — адміністративно-територіальний устрій Тисменицького району Івано-Франківської області на 1 міську раду, 2 селищні ради та 41 сільську ради, які об'єднують 51 населений пункт і підпорядковані Тисменицькій районній раді. Адміністративний центр — місто Тисмениця.

## Список радТисменицького району
| №  | Назва                            | Центр              | Населені пункти                         | Площа км² | Місце за площею | Населення (2001), осіб. | Місце за населенням | Густота населення, осіб/км² |
| -- | -------------------------------- | ------------------ | --------------------------------------- | --------- | --------------- | ----------------------- | ------------------- | --------------------------- |
| 1  | Тисменицька міська рада          | м. Тисмениця       | м. Тисмениця                            | 38.16     | 2               | 9790                    | 1                   | 256.6                       |
| 2  | Єзупільська селищна рада         | смт Єзупіль        | смт Єзупіль                             | 28.22     | 5               | 3074                    | 9                   | 108.9                       |
| 3  | Лисецька селищна рада            | смт Лисець         | смт Лисець                              | 5.03      | 41              | 2837                    | 11                  | 564.0                       |
| 4  | Березівська сільська рада        | с. Березівка       | с. Березівка                            | 11.25     | 32              | 1364                    | 26                  | 121.2                       |
| 5  | Братковецька сільська рада       | с. Братківці       | с. Братківці                            | 16.64     | 21              | 2362                    | 14                  | 141.9                       |
| 6  | Вільшаницька сільська рада       | с. Вільшаниця      | с. Вільшаниця                           | 17.99     | 18              | 1752                    | 18                  | 97.4                        |
| 7  | Ганнусівська сільська рада       | с. Ганнусівка      | с. Ганнусівка                           | 10.79     | 34              | 1263                    | 29                  | 117.1                       |
| 8  | Добровлянська сільська рада      | с. Добровляни      | с. Добровляни                           | 5.2       | 40              | 214                     | 43                  | 41.2                        |
| 9  | Довгівська сільська рада         | с. Довге           | с. Довге                                | 10.86     | 33              | 779                     | 38                  | 71.7                        |
| 10 | Драгомирчанська сільська рада    | с. Драгомирчани    | с. Драгомирчани                         | 8.52      | 37              | 1627                    | 20                  | 191.0                       |
| 11 | Загвіздянська сільська рада      | с. Загвіздя        | с. Загвіздя                             | 18.01     | 17              | 3684                    | 4                   | 204.6                       |
| 12 | Клубовецька сільська рада        | с. Клубівці        | с. Клубівці                             | 13.15     | 28              | 1416                    | 23                  | 107.7                       |
| 13 | Клузівська сільська рада         | с. Клузів          | с. Клузів                               | 3.88      | 43              | 323                     | 42                  | 83.2                        |
| 14 | Козинська сільська рада          | с. Козина          | с. Козина                               | 8.52      | 38              | 651                     | 39                  | 76.4                        |
| 15 | Колодіївська сільська рада       | с. Колодіївка      | с. Колодіївка                           | 8.93      | 36              | 571                     | 40                  | 63.9                        |
| 16 | Липівська сільська рада          | с. Липівка         | с. Липівка с. Нова Липівка с. Студинець | 32.81     | 3               | 2294                    | 15                  | 69.9                        |
| 17 | Майданська сільська рада         | с. Майдан          | с. Майдан с. Нова Гута                  | 28.87     | 4               | 1305                    | 28                  | 45.2                        |
| 18 | Марковецька сільська рада        | с. Марківці        | с. Марківці с. Одаї                     | 26.11     | 6               | 1623                    | 21                  | 62.2                        |
| 19 | Милуванська сільська рада        | с. Милування       | с. Милування                            | 12.65     | 29              | 1135                    | 32                  | 89.7                        |
| 20 | Новокривотульська сільська рада  | с. Нові Кривотули  | с. Нові Кривотули с. Терновиця          | 15.01     | 24              | 1374                    | 25                  | 91.5                        |
| 21 | Павлівська сільська рада         | с. Павлівка        | с. Павлівка                             | 21.28     | 12              | 2245                    | 16                  | 105.5                       |
| 22 | Підліська сільська рада          | с. Підлісся        | с. Підлісся                             | 13.59     | 27              | 2368                    | 13                  | 174.2                       |
| 23 | Підлузька сільська рада          | с. Підлужжя        | с. Підлужжя                             | 13.63     | 26              | 1748                    | 19                  | 128.2                       |
| 24 | Підпечерівська сільська рада     | с. Підпечери       | с. Підпечери                            | 18.21     | 16              | 2568                    | 12                  | 141.0                       |
| 25 | Поберезька сільська рада         | с. Побережжя       | с. Побережжя                            | 19.05     | 14              | 1938                    | 17                  | 101.7                       |
| 26 | Посіцька сільська рада           | с. Посіч           | с. Посіч                                | 104.6     | 1               | 84                      | 44                  | 0.8                         |
| 27 | Пшеничниківська сільська рада    | с. Пшеничники      | с. Пшеничники с. Погоня                 | 17.39     | 20              | 1465                    | 22                  | 84.2                        |
| 28 | Радчанська сільська рада         | с. Радча           | с. Радча                                | 16.49     | 23              | 3062                    | 10                  | 185.7                       |
| 29 | Рибненська сільська рада         | с. Рибне           | с. Рибне                                | 21.43     | 11              | 330                     | 41                  | 15.4                        |
| 30 | Рошнівська сільська рада         | с. Рошнів          | с. Рошнів                               | 18.93     | 15              | 929                     | 35                  | 49.1                        |
| 31 | Сілецька сільська рада           | с. Сілець          | с. Сілець                               | 16.63     | 22              | 1319                    | 27                  | 79.3                        |
| 32 | Слобідська сільська рада         | с. Слобідка        | с. Слобідка                             | 6.55      | 39              | 1248                    | 30                  | 190.5                       |
| 33 | Старокривотульська сільська рада | с. Старі Кривотули | с. Старі Кривотули с. Красилівка        | 21.77     | 9               | 3112                    | 7                   | 142.9                       |
| 34 | Старолисецька сільська рада      | с. Старий Лисець   | с. Старий Лисець                        | 25.98     | 7               | 3795                    | 3                   | 146.1                       |
| 35 | Стебниківська сільська рада      | с. Стебник         | с. Стебник                              | 3.57      | 44              | 797                     | 37                  | 223.2                       |
| 36 | Стриганецька сільська рада       | с. Стриганці       | с. Стриганці                            | 13.97     | 25              | 972                     | 33                  | 69.6                        |
| 37 | Тязівська сільська рада          | с. Тязів           | с. Тязів                                | 17.62     | 19              | 1234                    | 31                  | 70.0                        |
| 38 | Угринівська сільська рада        | с. Угринів         | с. Угринів                              | 9.55      | 35              | 3227                    | 6                   | 337.9                       |
| 39 | Узинська сільська рада           | с. Узин            | с. Узин                                 | 12.4      | 31              | 927                     | 36                  | 74.8                        |
| 40 | Хом'яківська сільська рада       | с. Хом'яківка      | с. Хом'яківка                           | 12.46     | 30              | 966                     | 34                  | 77.5                        |
| 41 | Черніївська сільська рада        | с. Черніїв         | с. Черніїв                              | 23.35     | 8               | 3972                    | 2                   | 170.1                       |
| 42 | Чорнолізька сільська рада        | с. Чорнолізці      | с. Чорнолізці                           | 21.73     | 10              | 3097                    | 8                   | 142.5                       |
| 43 | Чукалівська сільська рада        | с. Чукалівка       | с. Чукалівка                            | 4.5       | 42              | 1407                    | 24                  | 312.7                       |
| 44 | Ямницька сільська рада           | с. Ямниця          | с. Ямниця                               | 20.76     | 13              | 3358                    | 5                   | 161.8                       |

* Примітки: м. — місто, смт — селище міського типу, с. — село, с-ще — селище